# هازرو
هازرو (به ترکی استانبولی: Hazro) یک منطقهٔ مسکونی در ترکیه است که در استان دیاربکر واقع شده‌است.